# Georgius Pelino

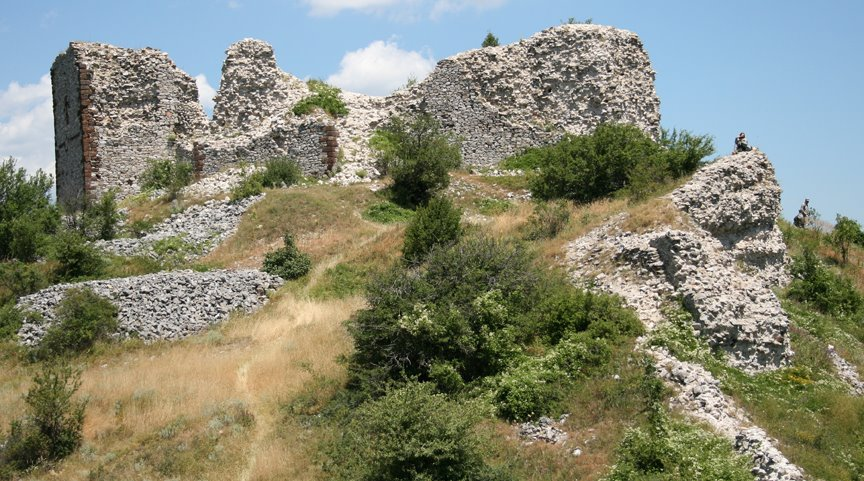
Die Festung von Novomonte (heute Novo Brdo), Heimatort von Georgius Pelino

Georgius Pelino, auch Georgius Andree Pellini oder Georg Pelino (italienisch Giorgio Pellino, lateinisch Georgio Pelmi, Giorgius Pelini, Georgius Pelinus, Georgius Pellinouich, Georgii Pelinovich, albanisch Gjergj Pelinji, polnisch Jerzy Pelinović, serbisch Ђорђе Пелиновић Đorđe Pelinović, * in Novomonte (Novo Brdo); † nach 7. Januar 1464 wahrscheinlich in Venedig), war Mönch und dann Abt der Abtei der Heiligen Maria von Ratac (1436–1463), apostolischer Protonotar (1453–1456) und Vermittler zwischen der Republik Venedig und Gjergj Kastrioti, genannt Skanderbeg (1448–1462).

## Leben

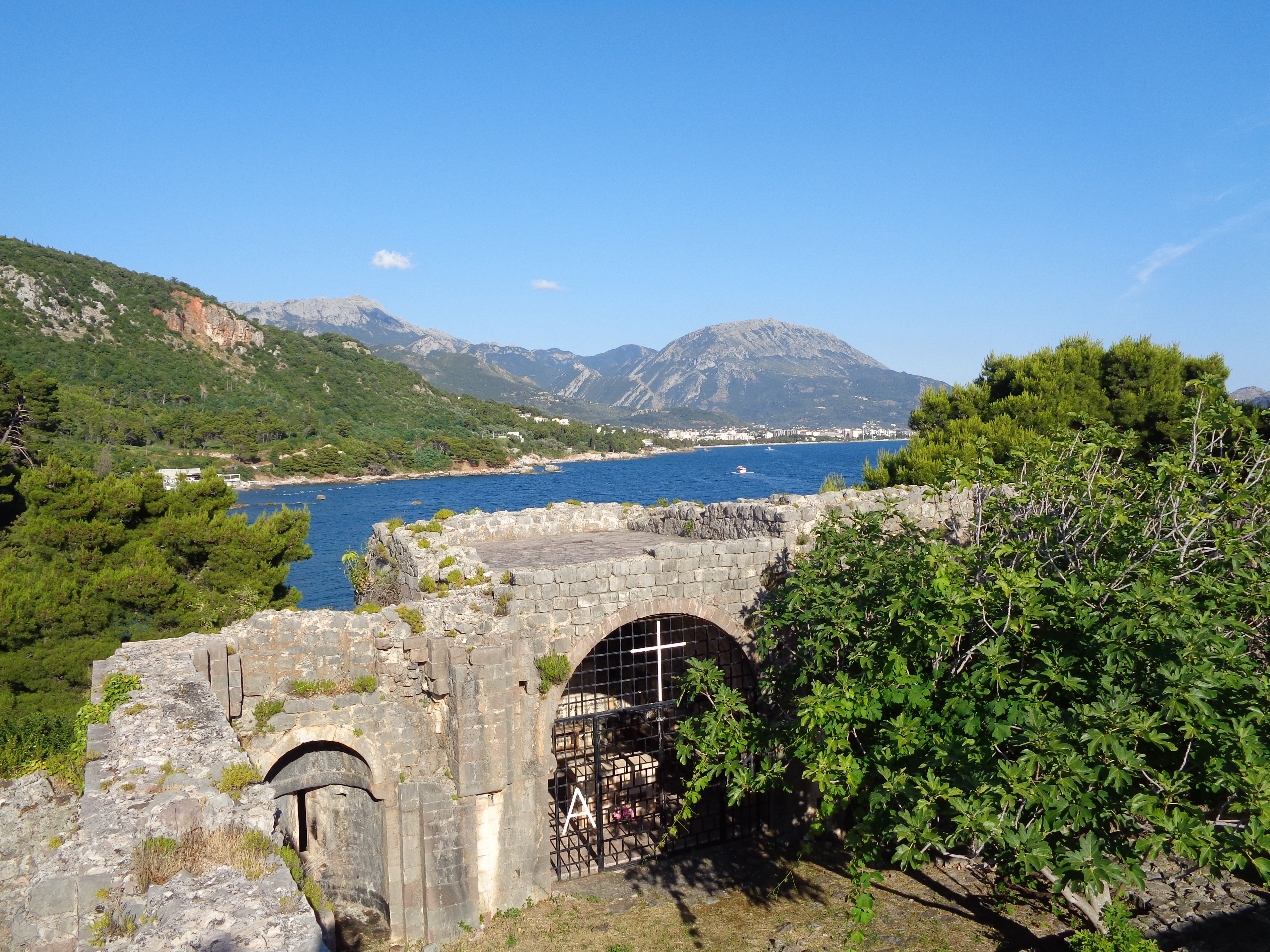
Ruine der Abtei von Ratac

Die Herkunft von Georgius Pelino aus Novomonte ist unklar. Von 1436 bis 1463 war er Abt der Abtei der Heiligen Maria von Ratac. Allerdings war er nicht immer der einzige Abt im Kloster, wie aus einem Bericht der Gemeinde Bar an den venezianischen Senat aus dem Jahr 1445 hervorgeht, als sich zwei Äbte gleichzeitig die Einkünfte der Abtei teilten.
Die Abtei von Ratac war eine befestigte Klosteranlage an der Küste zwischen Bar und Sutomore im heutigen Montenegro, gehörte zum Fürstentum Zeta (1356–1455) und unterstand auf religiöser Ebene der römisch-katholischen Erzdiözese Bar. Auf weltlicher Ebene wechselte das Gebiet mehrmals seinen Herren: Serbien (1356–1455, 1426–1443), Balsic (1365–1421), Venedig (1405–1426; 1443–1571), Osmanen (1571–1878). 1532 verwüsteten die Osmanen die Güter der Abtei und verboten, die Ernte einzuholen, so dass die Mönche nichts mehr zum Leben hatten und das Kloster verließen.

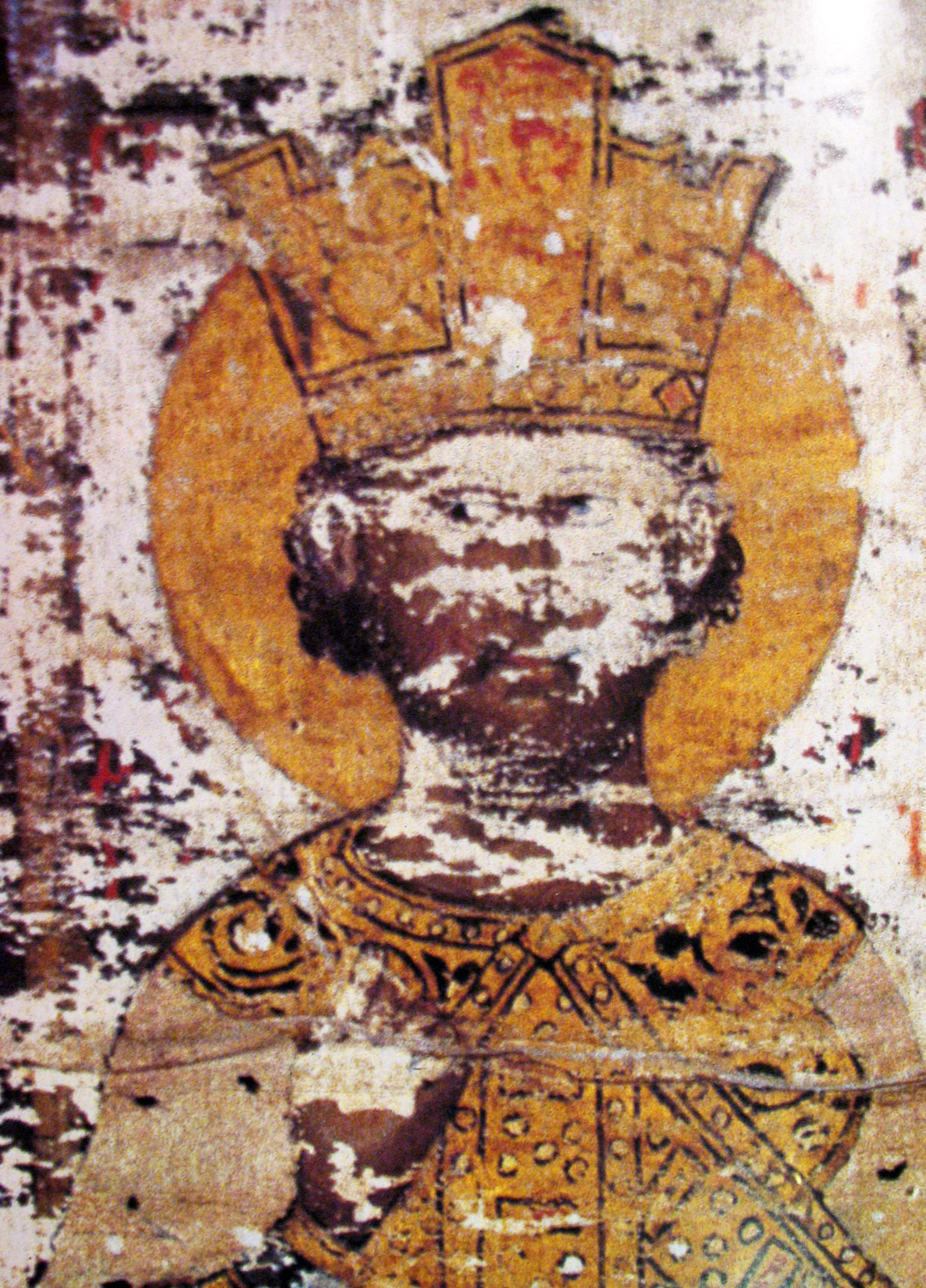
Đurađ Branković (1429)

Die ersten Quellen, die Georgius Pelino als Abt erwähnen, berichten über verschiedene Handelsverträge, die er ab 1436 mit einem Goldschmied aus Kotor, der schon zuvor mit den Äbten von Ratac zusammengearbeitet hatte, abgeschlossen hatte.

### Despotat Serbien
Georgius Pelino war auch politisch tätig. Um die Interessen der Abtei zu schützen, arbeitete er mit dem serbischen Despoten Đurđ Branković (1427–1456) zusammen und hielt sich 1438 als sein diplomatischer Vertreter in Dubrovnik auf. In einem Dokument vom 29. November 1438 wird Georgius als „dominus abbas de Rataz“ (Herr Abt von Ratac) zitiert.
Als Anfang Juli 1439 Sultan Murad II. sich auf den Weg machte, um das serbische Despotat zu erobern, verhandelte die Bevölkerung von Bar im August 1442 mit Venedig über eine Kapitulation. Sprecher der Gemeinschaft war wohl der Abt Georgius Pelino, denn nach der Eroberung der Gemeinde Bar im Herbst 1442 vonseiten Stjepan Vukčić Kosača (osmanischer Vasall) verjagte dieser den Abt und setzte ein Kopfgeld auf ihn aus.

### Republik Venedig

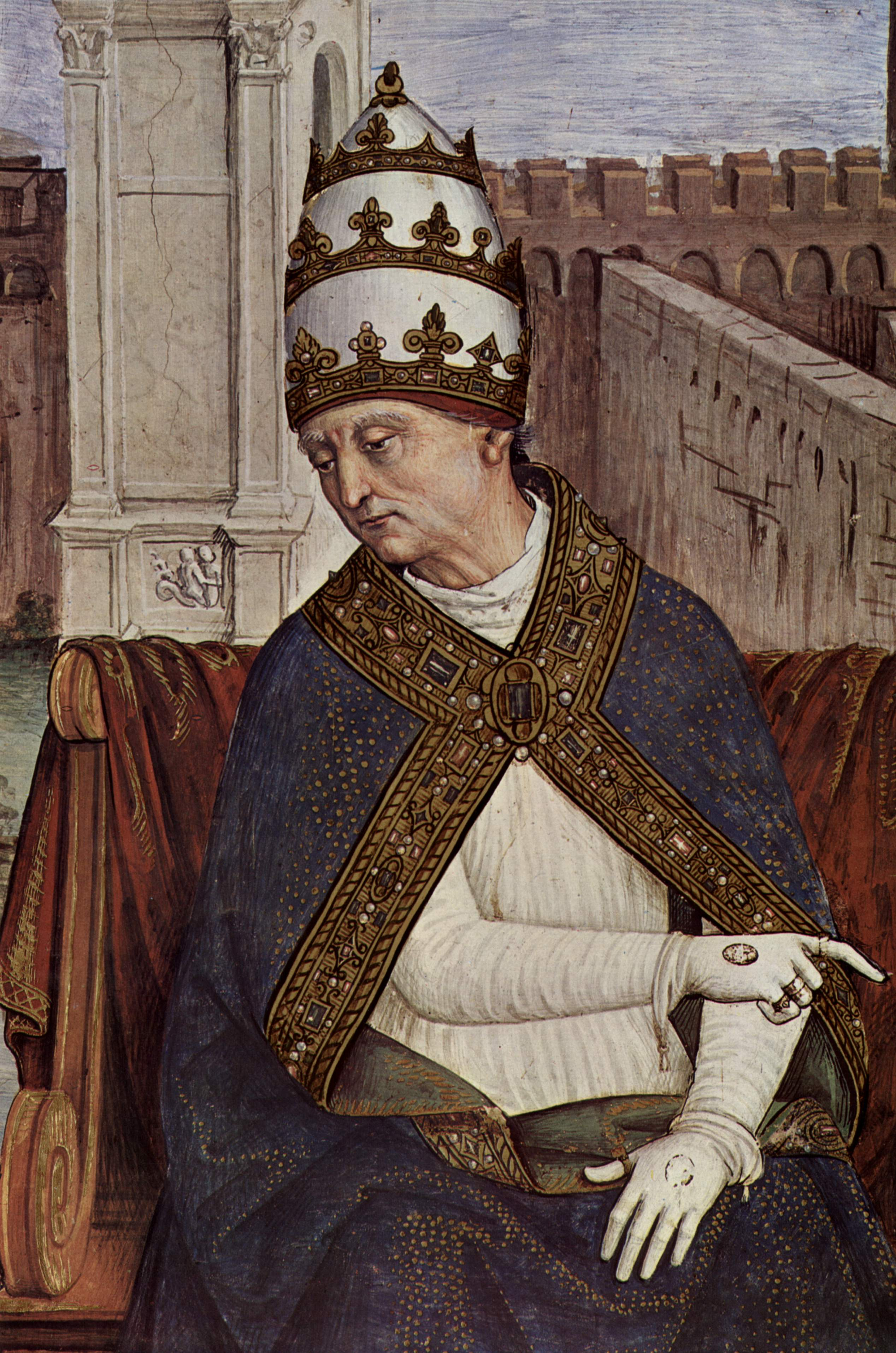
Papst Pius II. dargestellt in einem Fresko von Pinturicchio, „Piccolomini-Bibliothek“ im Dom von Siena

Georgius konnte erst nach sieben Monaten nach Ratac zurückkehren, als das Gebiet wieder unter venezianischer Kontrolle stand. In der Zwischenzeit hatte der Abt mit venezianischer Unterstützung versucht, ein vakantes Bistum, eine Abtei oder irgendeine Art von Pfründe zu erhalten. Obwohl er 1443 erneut an der Spitze der Abtei stand, bemühte er sich unter Bezugnahme auf die schon erwähnten venezianischen Versprechen um eine bedeutendere kirchliche Position, d. h. das erste vakante Bistum, eine Stellung, die er dann nicht erreichte.
Anfang 1445 berichtete Georgius Pelino, dass Petrus Span (Erzbischof von Bar) mit dem serbischen Fürsten Đurađ Branković einen Komplott gegen Venedig plante, sodass dieser von der römischen Kurie exkommuniziert wurde (Petrus Span trat erst 1448 zurück, weil seine Schuld nicht bewiesen werden konnte.).
In venezianischen Dokumenten wurde Georgius Pelino 1458 als „apostolischer Protonotar und Kommentator der Abtei der Heilgen Maria von Ratac“ erwähnt und bemühte sich sowohl für die Erhaltung des Komplexes als auch der Ländereien der Abtei. Er unterstützte Venedig gegen die Osmanen, wofür er von Papst Pius II. 1462 gelobt wurde.
Nach 1460 bat Pelino den venezianischen Senat in Venedig ein Haus mieten zu dürfen, in dem er mit seinen Verwandten leben könnte, und beendete seinen Antrag mit dem Wunsch, seine Region verlassen zu dürfen, was der Senat bewilligte und ihm ein Haus für 30 Dukaten vermietete. Georgius Pelino wurde zuletzt am 20. Oktober 1463 in Venedig als „protonotarius et abbas sancte Marie de Rotetio“ erwähnt.

#### Probleme mit den lokalen Behörden

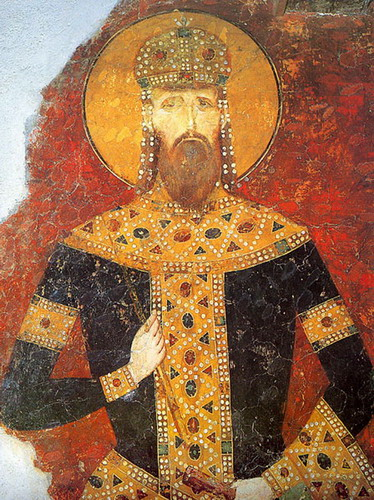
Stefan Uroš II. Milutin von Serbien

Als der venezianische Rektor von Bar noch im März 1445 von der Abtei den Zehnten von Wein und Öl („decimam vini et olei“) verlangte, bemühte sich Georgius Pelino in einem langen Streit, die alten Privilegien (Steuerfreiheit) von Stefan Uroš II. Milutin (1282–1321) zu erhalten. Die Sache erledigte sich erst 1458 mit dem Eingreifen des venezianischen Senates, als dieser verordnete, dass die alten Privilegien respektiert werden sollen.
Georgius Pelino umging fast immer die venezianischen Rektoren, indem er sich direkt an den Senat wandte, wofür sie ihn hassten. Deshalb arbeiteten sie, wann immer sie die Gelegenheit dazu hatten, gegen die Entscheidungen des Senates, um ihm zu schaden. So wurde Georgius Pelino 1448 erneut aus dem Kloster verbannt. Dieses Mal von Jacopo Dolfin (Rektor von Bar), was auf Anordnung des Senats rückgängig gemacht wurde.

### Vermittler zwischen Venedig und Skanderbeg

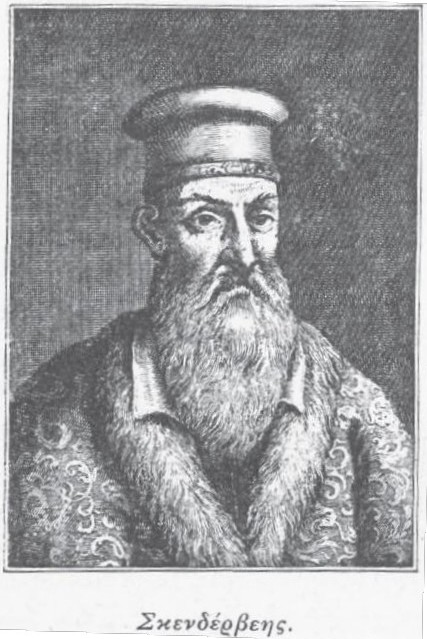
Porträt von Skanderbeg (vor 1900)

1448 vermittelte Georgius Pelino den Frieden im Konflikt zwischen der Republik Venedig und Skanderbeg (Albanisch-Venezianischer Krieg), der zusammen mit Đurađ Branković und Stefan Crnojević die Umgebung von Bar und Ulcinj verwüstete. Der Frieden wurde am 4. Oktober 1448 in Lezha zwischen den venezianischen (Paolo Loredano, Kapitän von Shkodra und Andrea Venier, Redner und Provveditore in Albanien) und den albanischen Vertretern (Skanderbeg und Nikollë II. Dukagjini) im Namen der anderen albanischen Herren zum Vorteil beider Parteien abgeschlossen und am 30. Dezember ratifiziert. Zeugen waren Andrea (Bischof von Albanien) und Georgius Pelino. Mit dem Frieden von Lezha wurde Skanderbeg „unter die Zahl der getreuen Schützlinge“ Venedigs aufgenommen.

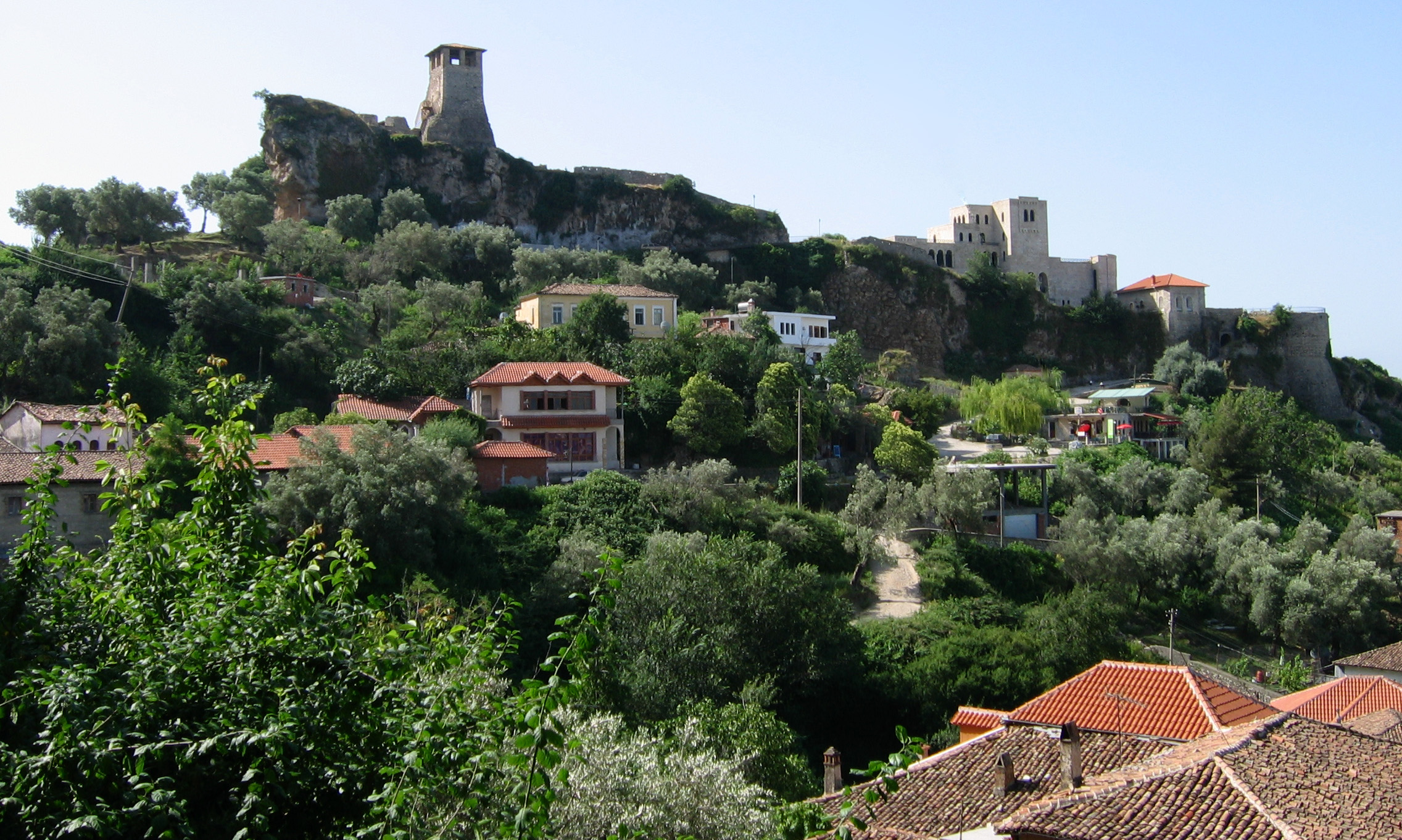
Die mittelalterliche Festung von Kruja

Im Namen von Skanderbeg bot Georgius Pelino im Oktober 1450 den Venezianern die Übernahme der von den Osmanen belagerten Festung von Kruja (Erste Belagerung Krujas) an, ein Angebot, das die Venezianer mit der Begründung ablehnten, sie hätten nie fremdes Eigentum begehrt, da sie bereits mehr als genug hätten. Außerdem wollten sie ihre Handelsbeziehungen mit den Osmanen nicht betrüben.
Georgius Pelino kompilierte als apostolischer Pronotar (1453–1456) Skanderbegs Urkunden und 1456 vermittelte er auf eigene Kosten bei der Lösung vieler Streitigkeiten zwischen den Venezianern und Skanderbeg.
Hilfe gegen die Osmanen erhoffend, sandte Skanderbeg Georgius Pelino am 15. Oktober 1456 „mit einem stattlichen Streitrosse als Geschenk von Kruja“ zu Francesco I. Sforza, Herzog von Mailand und dann an die römische Kurie zu Papst Calixt III., wo er für seinen Eifer für die Sache der Christenheit gelobt wurde.
Im Juli 1457 brachte er Skanderbegs Beschwerden über die Nichtzahlung von Provisionen und die Nichteinhaltung gegebener Privilegien nach Venedig und am 8. Juli ging Pelino einen neuen Vertrag mit Venedig ein, laut dem Skanderbeg wieder in das alte Dienstverhältnis zur Republik trat, ein Vertrag, der am 18. August 1458 erneuert und ausgedehnt wurde. Noch im selben Jahr erhielt Pelino von Papst Calixt III. eine Verlängerung der Finanzhilfe für Skanderbeg.

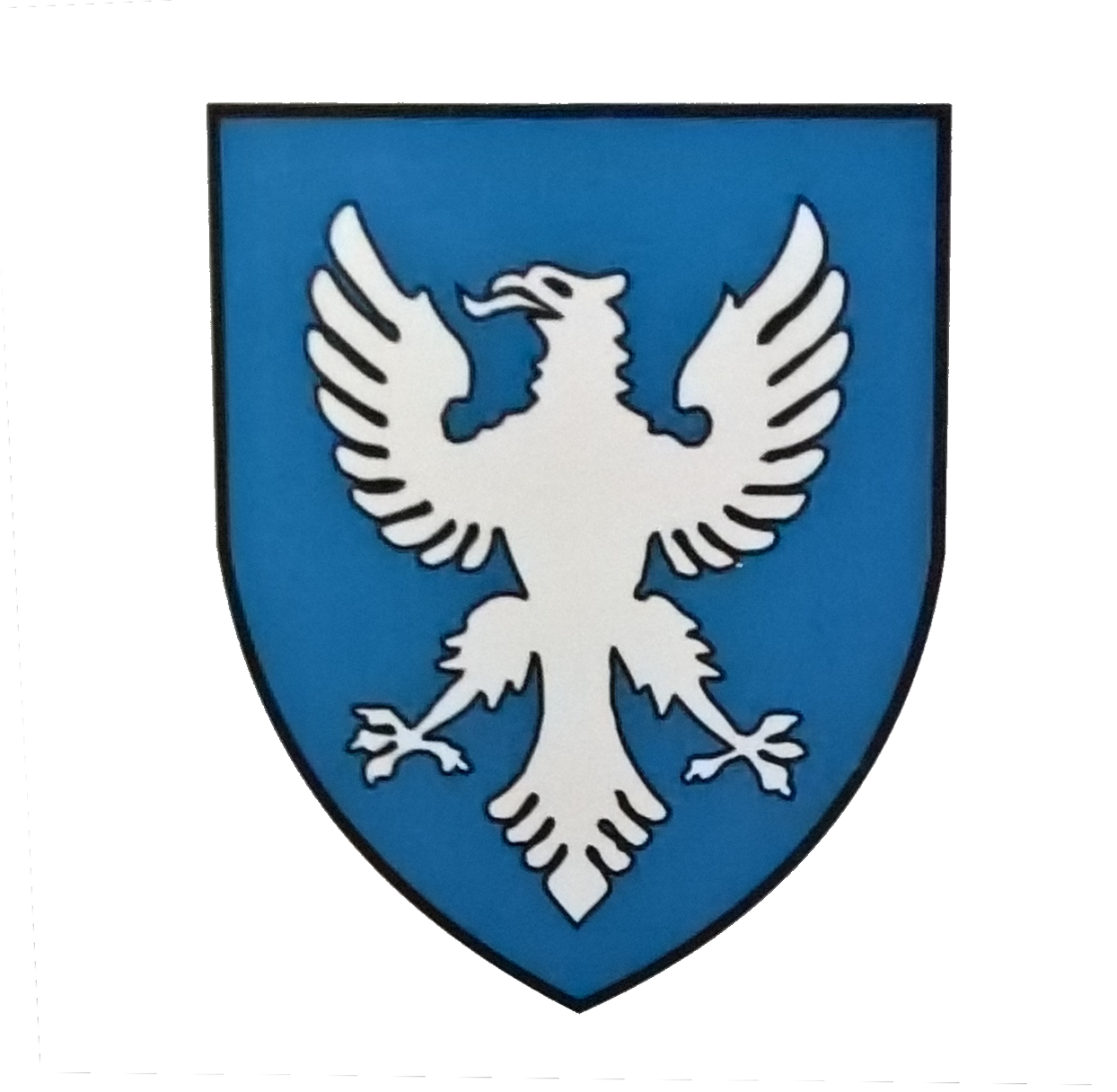
Wappen von Lekë III. Dukagjini (* 1410; † 1481)

Pelino ermöglichte auch eine Vereinbarung mit den Venezianern über einen gemeinsamen Kampf gegen Lekë Dukagjini, als dieser sich im August 1457 mit den Osmanen verband. Er brachte den Text des Abkommens zwischen Skanderbeg, dem Kapitän von Shkodra und den anderen albanischen Herren nach Venedig, wo er mit einigen Änderungen am 18. August 1458 vom Senat angenommen wurde.
Als Georgius Pelino 1460 die Straßen in der Gegend zwischen Lezha und dem venezianischen Durrës sperrte und sein venezianischer Auftrag widerrufen wurde, ernannte ihn Skanderbeg erneut zu seinem Prokurator.
Im Mai 1460 war Georgius Pelino auf Mission in Venedig und erzielte nicht nur eine Einigung mit dem Senat, dass Skanderbeg weiterhin eine Provision in Höhe von 600 Dukaten pro Jahr erhielt, sondern auch alle Rückstände kompensierte.
Als sich im April 1462 ein neuer Konflikt zwischen Venedig und Skanderbeg abzeichnete, schrieb der venezianische Senat an den Kapitän von Shkodra, um Georgius Pelino, „der sich daran gewöhnt hat, uns treu zu sein“ (qui nobis fi delis esse conosuevit), ausfindig zu machen, damit dieser vermittle.
Der Friedensvertrag von Skopje (27. April 1463), der Skanderbegs Makedonien-Feldzug gegen die Osmanen beendete, beunruhigte die Venediger, da sie in der Zwischenzeit in einem Krieg gegen die Osmanen (Zweiter Osmanisch-Venezianischer Krieg) verwickelt waren. Die Republik erklärte sich bereit, mit Skanderbeg ein Abkommen zu schließen. Mit dieser Aufgabe wurde Georgius Pelino beauftragt, der am 20. August 1463 in Venedig mit Andrea Snatik eine antiosmanische Koalition abschloss. Skanderbeg verpflichtete sich, einen Krieg gegen die Osmanen zu beginnen, sobald er die notwendige finanzielle und militärische Hilfe erhalten hätte; diese Hilfe wäre nicht von den venezianischen Superintendenten der albanischen Länder bestimmt worden, sondern vom venezianischen Senat und vom Abt Pelino. Venedig verpflichtete sich, Kriegsschiffe zu entsenden, um die albanische Küste und die Bevölkerung zu verteidigen und versprach, das albanische Territorium im Frieden mit dem Osmanischen Reich einzubeziehen. Außerdem sollte der Sohn Skanderbegs (Gjon II.) in das venezianische Patriziat aufgenommen werden, was auch am 25. September desselben Jahres umgesetzt wurde. Dazu sollte Skanderbeg in Venedig aufgenommen werden falls er sein Land verlassen müsste. In diesem Fall erklärte sich Venedig dazu bereit, ihn bei der Rückeroberung seines Territoriums zu unterstützen. Letztlich sollten ihm die Rückstände seiner Apanage (1.400 Dukaten) direkt in Venedig und nicht über die venezianischen Provveditoren in den albanischen Ländern gezahlt werden.
Georgius Pelino befand sich am 7. Januar 1464 als Skanderbegs Rechtsanwalt in Shkodra. Nach diesem Datum gibt es keine weiteren Nachrichten über den Protonotar und Abt Georgius Pelino. Sein Nachfolger als Vermittler, Berater und Botschafter wurde der Erzbischof von Durrës Pal I. Engjëll.

### Geldverleiher

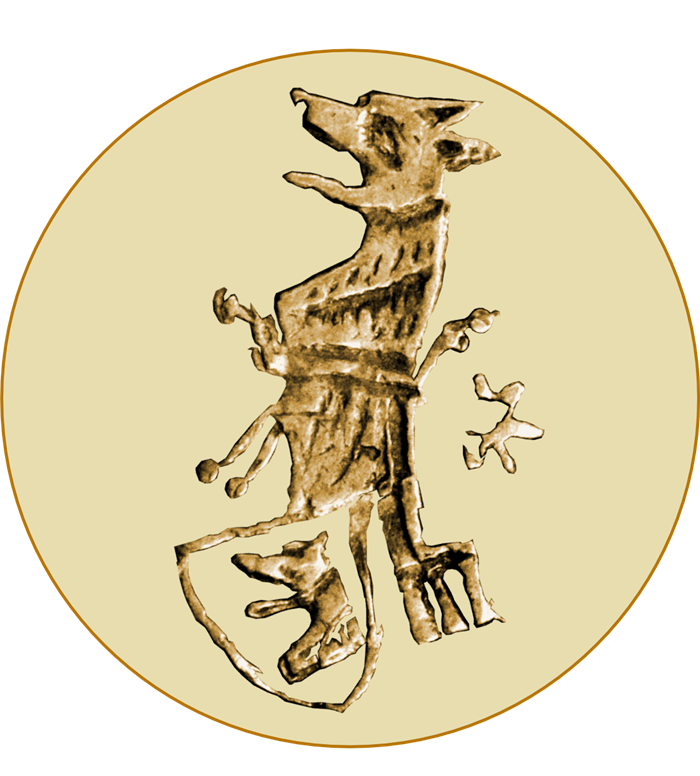
Emblem von Balsa III. auf seinen in Stari Bar geprägten Münzen.

Als Abt vertrat Georgius Pelino die Interessen der Abtei und seine Politik war es, so viel Geld wie möglich für sich und die Abtei zu erhalten. Er war vielen Menschen aus seiner Umgebung ein Kreditgeber.
1445 beschwerte er sich beim venezianischen Senat über die noch nicht zurückgezahlten Schulden von 1.505 Perper, die sich Balša III. († 28. April 1421) 1421 vom Kloster von Ratac geliehen hatte. Zur Eintreibung der Schulden schlug Georgius vor, sie über die venezianischen Rektoren von Bar, Kotor und Shkodra von Balšas Mutter Jelena Hrebeljanović einziehen zu lassen. Später lieh sich Jelena vom Kloster auch 250 Dukaten, so dass der Abt 1446 versuchte, wenigstens die Hälfte der Summe zurückzuerhalten.
Georgius Pelino lieh auch den Venezianern Geld. So lieh sich die Republik 1450 die Summe von 1.508 Perper, etwas Getreide und anderes, was zurückerstattet wurde. 1451 lieh Georgius der Republik Geld, das auf Anordnung des Senats von den Rektoren von Kotor, Bar, Shkodra und Durrës zurückgezahlt werden musste, was offenbar eine große Summe war.
1452 schuldete ihm die venezianische Schatzkammer von Durrës 260 Perper, sodass er den venezianischen Patrizier Bartolomeo Contarini ermächtigte, dieses Geld aus der Schatzkammer von Kotor einzutreiben.